# Барбеле
Барбеле (латыш. Bārbele) — населённый пункт в Вецумниекском крае Латвии. Административный центр Барбельской волости. Находится на пересечении региональных автодорог P87 (Бауска — Айзкраукле) и P89 (Кекава — Скайсткалне). Расстояние до города Бауска составляет около 29 км. По данным на 2015 год, в населённом пункте проживало 407 человек.

## История
Впервые упоминается в 1504 году как усадьбы Кляйн-Барберн и Гросс-Барберн.
По данным на начало XX века, село Барберн являлось волостным центром в составе Бауского уезда Курляндская губерния. Здесь был холодносерный целебный источник (температура 6,25°C).
В советское время населённый пункт был центром Барбельского сельсовета Бауского района. В селе располагался колхоз «Барбеле».

## Достопримечательности
- Лютеранская церковь (1789).
- Серный источник.